# Anomostachys lastellei
Anomostachys lastellei là một loài thực vật có hoa trong họ Đại kích. Loài này được (Müll.Arg.) Kruijt mô tả khoa học đầu tiên năm 1996.